# Diptychoeme suturalis
Diptychoeme suturalis là một loài bọ cánh cứng trong họ Cerambycidae.